# Cục Du lịch Quốc gia Việt Nam
Cục Du lịch Quốc gia Việt Nam (tiếng Anh: Viet Nam National Authority of Tourism, viết tắt là VNAT) là tổ chức hành chính thuộc Bộ Văn hóa, Thể thao và Du lịch, thực hiện chức năng tham mưu, giúp Bộ trưởng quản lý nhà nước về du lịch và tổ chức thực thi pháp luật về du lịch trên phạm vi cả nước, quản lý các dịch vụ công về du lịch theo quy định của pháp luật.
Cục Du lịch Quốc gia Việt Nam chính thức được thành lập ngày 27/6/1978. Tiền thân của Cục là Công ty Du lịch Việt Nam (ra đời năm 1960).
Trụ sở Cục đặt tại số 80 đường Quán Sứ, quận Hoàn Kiếm, thành phố Hà Nội.

## Lịch sử hình thành và phát triển
Một số mốc thời gian về thay đổi tổ chức bộ máy và hoạt động của ngành Du lịch, trong hơn 50 năm hình thành và phát triển:
- Ngày 9/7/1960, Hội đồng chính phủ ban hành Nghị định số 26/CP về thành lập Công ty Du lịch Việt Nam trực thuộc Bộ Ngoại thương.
- Ngày 16/3/1963, Bộ Ngoại thương ban hành Quyết định số 164-BNT-TCCB quy định nhiệm vụ, quyền hạn và tổ chức của Công ty Du lịch Việt Nam.
- Ngày 18/8/1969, Hội đồng Bộ trưởng ban hành Nghị định số 145/CP về chuyển giao Công ty Du lịch Việt Nam sang Phủ Thủ tướng quản lý.
- Ngày 27/6/1978, Uỷ ban thường vụ Quốc hội nước CHXHCNVN ban hành Quyết nghị số 262 NQ/QHK6 thành lập Tổng cục Du lịch trực thuộc Hội đồng Chính phủ.
- Ngày 23/1/1979, Hội đồng Chính phủ ban hành Nghị định số 32/CP về quy định nhiệm vụ, quyền hạn và tổ chức bộ máy của Tổng cục Du lịch.
- Ngày 13/4/1981, Thủ tướng Chính phủ ban hành Quyết định số 157/CP về công tác du lịch, trong đó quy định cơ cấu tổ chức, chức năng, nhiệm vụ...
- Ngày 3/1/1983, Hội đồng Bộ trưởng ban hành Quyết định số 01/HĐBT về qiao Tổng cục Du lịch kiêm nhiệm vụ trực tiếp hoạt động kinh doanh du lịch; giải thể Công ty Du lịch Việt Nam.
- Ngày 15/8/1987, Hội đồng Bộ trưởng ban hành Nghị định số 120-HĐBT vế quy định về chức năng, nhiệm vụ và tổ chức bộ máy của Tổng cục Du lịch. Tổng cục Du lịch là cơ quan thuộc Hội đồng Bộ trưởng.
- Ngày 31/3/1990, Hội đồng Nhà nước nước CHXHCN Việt Nam ban hành Quyết nghị số 244/NQ/HĐNN8 về thành lập Bộ Văn hoá - Thông tin - Thể thao - Du lịch trên cơ sở Bộ Văn hoá, Bộ Thông tin, Tổng cục Thể dục thể thao và Tổng cục Du lịch.
- Ngày 9/4/1990, Hội đồng Bộ trưởng ban hành Nghị định số 119-HĐBT về thành lập Tổng công ty Du lịch Việt Nam trực thuộc Bộ Văn hoá - Thông tin - Thể thao và Du lịch, Trên cơ sở tổ chức lại Bộ máy của Tổng cục Du lịch cũ.
- Ngày 31/12/1990, Hội đồng bộ trưởng ban hành Nghị định số 447-HĐBT về chức năng, nhiệm vụ, quyền hạn và tổ chức bộ máy của Bộ Văn hoá - Thông tin - Thể thao và Du lịch. Bộ Văn hoá - Thông tin - Thể thao và Du lịch là cơ quan quản lý nhà nước đối với ngành Du lịch.
- Ngày 12/8/1991, Kỳ họp thứ 9, Quốc hội khóa VIII ban hành Nghị quyết về sáp nhập Tổng cục Du lịch vào Bộ Thương mại và Du lịch, đồng thời chuyển chức năng quản lý nhà nước về du lịch sang Bộ Thương mại và Du lịch.
- Ngày 26/10/1992, Chính phủ ban hành Nghị định số 05-CP về thành lập Tổng cục Du lịch. Tổng cục là cơ quan thuộc Chính phủ.
- Ngày 27/12/1992, Chính phủ ban hành Nghị định số 20-CP về chức năng, nhiệm vụ, quyền hạn và tổ chức bộ máy của Tổng cục Du lịch.
- Năm 1994, thành lập Chi hội PATA Việt Nam.
- Ngày 7/8/1995, Chính phủ ban hành Nghị định số 53/CP về chức năng, nhiệm vụ, quyền hạn và tổ chức bộ máy của Tổng cục Du lịch.
- Ngày 8/12/1997, Thủ tướng Chính phủ ban hành Quyết định số 1046/1997/QĐ-TTg về thành lập Vụ Pháp chế.
- Ngày 25/12/2002, Bộ Nội vụ ban hành Quyết định số 18/2002/QĐ-BNV về việc cho phép thành lập Hiệp hội Du lịch Việt Nam.
- Ngày 19/8/2003, Chính phủ ban hành Nghị định số 94/2003/NĐ-CP quy định chức năng, nhiệm vụ, quyền hạn và cơ cấu tổ chức của Tổng cục Du lịch.
- Ngày 8/8/2007, Chính phủ ban hành Nghị định số 09/NĐ-CP về sáp nhập Tổng cục Du lịch vào Bộ Văn hoá, Thể thao và Du lịch.
- Kể từ tháng 2/2023, Tổng cục Du lịch được đổi tên thành Cục Du lịch Quốc gia Việt Nam. Đây là nội dung của Nghị định số 01/2023/NĐ-CP của Chính phủ quy định chức năng, nhiệm vụ, quyền hạn và cơ cấu tổ chức của Bộ Văn hóa, Thể thao và Du lịch (VHTTDL), có hiệu lực thi hành từ ngày 20/2/2023.

## Lãnh đạo hiện tại
- Cục trưởng: Nguyễn Trùng Khánh
- Các Phó Cục trưởng:

1. Hà Văn Siêu
2. Phạm Văn Thủy
3. Phan Linh Chi[1]

## Cơ cấu tổ chức

### Các đơn vị chức năng
- Phòng Lữ hành
- Phòng Lưu trú du lịch
- Phòng Quan hệ quốc tế và Xúc tiến du lịch
- Phòng Kế hoạch, Tài chính
- Phòng Tổ chức cán bộ
- Văn phòng

### Đơn vị sự nghiệp
- Trung tâm Thông tin du lịch